# 楊璧 (前秦)
杨璧（?—?），东晋十六国时期仇池氐族首领，前秦官员。
开始是为氐人豪族特进樊世的女婿。358年，杨璧尚苻坚女顺阳公主。后任南秦州刺史。384年，以护军职奉苻坚命率游骑三千断后秦姚苌军后路，杨璧以及右将军徐成、镇军将军毛盛等将帅官吏数十人被擒，姚苌对他们全都以礼相待，然后放还。385年六月，内弟前秦太子苻宏兵败逃下辨（今甘肃成县西），南秦州刺史杨璧拒绝接纳他。杨璧的妻子顺阳公主抛弃了丈夫，跟苻宏逃奔到武都，借道投奔东晋。十一月，左将军窦冲与秦州刺史王统、河州刺史毛兴、益州刺史王广、南秦州刺史杨璧、卫将军杨定全都从陇右派遣使者邀请苻丕，共同攻打后秦。苻丕任命杨定为雍州牧，窦冲为梁州牧，让王统担任镇西大将军，毛兴担任车骑大将军，杨璧担任征南大将军，同时为开府仪同三司，王广担任安西将军，全都晋升为州牧。楊璧为梁州牧，389年，任大将军、都督陇右诸军事、南益州、秦州二州牧，留守仇池。